# Émile Reynaud
Émile Reynaud, född 8 december 1844 i Montreuil, död 9 januari 1918, var en fransk uppfinnare, fotograf och regissör. Han uppfann flera tidiga system för rörlig bild och räknas som en av filmens skapare.
År 1877 patenterade han praxinoskopet, en utvecklad version av zoetropen, som med hjälp av en roterande cylinder kunde visa korta rörliga bildslingor. Han skapade flera förbättrade versioner av denna vilket kulminerade med Théâtre optique, uppfunnet 1888, med vilket han kunde visa längre filmer med hundratals bilder som projicerades på en duk med en laterna magica. Han använde denna för att den 28 oktober 1892 premiärvisa tre handmålade verk, som han kallade pantomimes lumineuses ("upplysta pantomimer"): Le clown et ses chiens ("clownen och hans hundar"), Pauvre Pierrot ("stackars Pierrot") och Un bon bock ("ett gott glas öl"). Dessa räknas ibland som världens första animerade filmer.
Visningarna rönte stor popularitet under några år och Reynaud fortsatte att göra fler pantomimes lumineuses. När Auguste och Louis Lumière lanserade sin kinematograf 1895 blev de dock snabbt utkonkurrerade och visningarna upphörde 1900. Reynaud fortsatte att experimentera med nya uppfinningar, men vägrade att anpassa sig till Lumières fotografiska stil, och blev förtvivlad över filmens allt tätare band till industrisamhället snarare än den hantverkstradition som han själv identifierade sig med. Utblottad och deprimerad slog han sönder sina tre Théâtres optiques och slängde sina målade filmer i Seine.